# RGS-30
RGS-30 30mm 유탄발사기는 2000년에 처음으로 공개된 러시아제 유탄발사기이다.
탄약은 AGS-17, AGS-30와 같은 VOG-17, VOG-17M, VOG-30 등을 사용한다. RGS-30은 소형으로 삼각대를 사용하지 않고 양각대만으로 사격할 수 있다. 급탄은 발사기 우측의 박스 탄창에서 장전하며 측면에 균형 조종장치가 있다.
발표된 내용으로는 유효 사정거리는 300미터, 광학조준기 사용 시에는 1,200미터까지 연장되며, 최대 사정거리는 1,700미터로 알려졌다.